# 2009 год в боксе
2009 год в боксе.

## Любительский бокс

### Чемпионат мира по боксу 2009
| Весовая категория   | Золото                          | Серебро                     | Бронза                                               |
| ------------------- | ------------------------------- | --------------------------- | ---------------------------------------------------- |
| До 48 килограмм     | Пуревдорж Сердамба Монголия     | Давид Айрапетян Россия      | Син Чжон Хун Южная Корея Ли Цзячжао Китай            |
| До 51 килограмм     | Маквильямс Арройо Пуэрто-Рико   | Нямбаярын Тогсцогт Монголия | Ронни Беблик Германия Михаил Алоян Россия            |
| До 54 килограмма    | Детелин Далаклиев Болгария      | Эдуард Абзалимов Россия     | Джон Невин Ирландия Янкель Леон Аларкон Куба         |
| До 57 килограммов   | Василий Ломаченко Украина       | Сергей Водопьянов Россия    | Оскар Вальдес Мексика Баходиржон Султанов Узбекистан |
| До 60 килограмм     | Доменико Валентино Италия       | Хосе Педроса Пуэрто-Рико    | Альберт Селимов Россия Коба Пхакадзе Грузия          |
| До 64 килограмм     | Роньель Иглесиас Сотолонго Куба | Фрэнки Гомес США            | Дьюла Кате Венгрия Уранчимэгийн Мунх-Эрдэнэ Монголия |
| До 69 килограммов   | Джек Кулчай-Кет Германия        | Андрей Замковой Россия      | Серик Сапиев Казахстан Ботиржон Махмудов Узбекистан  |
| До 75 килограмм     | Аббос Атоев Узбекистан          | Андраник Акопян Армения     | Виджендер Кумар Индия Альфонсо Бланко Венесуэла      |
| До 81 килограмм     | Артур Бетербиев Россия          | Эльшод Расулов Узбекистан   | Хосе Лардуэт Гомес Куба Абделькадер Буэниа Франция   |
| До 91 килограмма    | Егор Мехонцев Россия            | Осмай Акоста Дуарте Куба    | Александр Усик Украина Джон Мбумба Франция           |
| свыше 91 килограмма | Роберто Каммарелле Италия       | Роман Капитоненко Украина   | Чжан Чжи Ли Китай Виктор Зуев Беларусь               |

### Чемпионат Европы по боксу среди женщин 2009
| Категория: | Золото:            | Серебро:            | Бронза:                              |
| до 46 кг   | Светлана Гневанова | Натали Лунго-Визен  | Оксана Штакун Стелута Дута           |
| до 48 кг   | Дженни Хардингз    | Елена Савельева     | Моника Чик Лидия Айон                |
| до 51 кг   | Татьяна Коб        | Ширпа Нильссон      | Вирджини Неф Сумейра Кая-Язичи       |
| до 54 кг   | Каролина Михальчук | Ивана Крупеня       | Виктория Усаченко Хелена Фалк        |
| до 57 кг   | Софья Очигава      | Юлия Цыплакова      | Марция Давид Нагехан Гул             |
| до 60 кг   | Кэти Тейлор        | Мерием Аслан Зейбек | Денича Елисеева Александра Сидоренко |
| до 64 кг   | Гулсум Татар       | Фарида Эль-Хадрати  | Яна Завьялова Вера Слугина           |
| до 69 кг   | Лотте Лиен         | Катаржина Фурманяк  | Татьяна Иващенко Джихад Лагмири      |
| до 75 кг   | Ирина Синецкая     | Лилия Дурнева       | Ульрике Брюкнер Анита Душа           |
| до 81 кг   | Люминита Турчин    | Сельма Ягчи         | Мария Ковач Дезислава Лазарова       |
| +81 кг     | Надежда Торлопова  | Семси Ярали         | Ралуча Чиз Инна Шевченко             |

## Профессиональный бокс

### Тяжёлый вес
- Виталий Кличко трижды защитил тиутул чемпиона мира по версии WBC.
  - 21 марта нокаутировал  Хуана Карлоса Гомеса TKO9
  - 26 сентября победил  Криса Арреолу RTD9
  - 12 декабря  Кевина ДжонсонаUD
- 20 июня, чемпион WBO, IBF и IBO  Владимир Кличко победил RTD9 чемпиона WBA,  Руслана Чагаева, но WBA отказалось санкционировать объединительный бой, и окончательно лишила Чагаева титула. В поединке также разыгрывался вакантный титул The Ring.
- 7 ноября  Дэвид Хэй победил MD  Николая Валуева и стал новым чемпионом мира по версии WBA.

### Первый тяжёлый вес
- Томаш Адамек дважды защитил титул IBF нокаутом (против  Джонотона Бэнкса и  Бобби Ганна), и перешёл в тяжёлую весовую категорию[1].
- 14 марта  Ола Афолаби нокаутировал KO9  Энцо Маккаринелли и стал временным чемпионом мира по версии WBO
- 29 августа  Марко Хук победил UD  Виктора Омара Росси и стал чемпионом мира по версии WBO.
- 21 ноября  Жолт Эрдеи победил MD  Джакоббе Фрагоменни, и стал новым чемпионом мира по версии WBC.
- 5 декабря чемпионом мира по версии WBO,  Марко Хук победил MD временного чемпиона WBO,  Ола Афолаби.

### Полутяжёлый вес
- 9 мая чемпион мира IBF,  Чэд Доусон в повторном поединке победил UD  Антонио Тарвера, позже был лишён титула.
- 20 июня  Габриэль Кампильо победил MD  Германа Гери и завоевал титул чемпиона мира по версии WBA.
- 28 августа в бою за вакантный титул чемпион мира IBF,  Тейворис Клауд победил UD  Клинтона Вудса
- 11 декабря  Жан Паскаль победил UD  Адриана Дьюкону и защититл титул чемпиона мира по версии WBC[2].

### Второй средний вес
В рамках весовой категории телеканалом Showtime, открыт престижный турнир Super Six World Boxing Classic.

### Полусредний вес
- Мэнни Пакьяо нокаутировал KO2  Рикки Хаттона
- Флойд Мэйвезер победил UD  Хуана Мануэля Маркеса

## Награды
- Боксёр года —  Мэнни Пакьяо (в третий раз)
- Бой года —  Хуан Мануэль Маркес KO9  Хуан Диас (1-й бой)
- Нокаут года —  Мэнни Пакьяо KO2  Рикки Хаттон
- Апсет года —  Хуан Карлос Сальгадо KO1  Хорхе Линарес
- Возвращение года —  Флойд Мэйвезер
- Событие года — Попавшийся Антонио Маргарито на махинациях с тейпированием
- Раунд года —  Маркос Рене Майдана —  Виктор Ортис, раунд 1
- Проспект года — награда не вручалась с 1989 по 2010 год